# Kilmeaden
Kilmeaden es una localidad situada en el condado de Waterford de la provincia de Munster (República de Irlanda), con una población en 2016 de 259 habitantes.
Se encuentra ubicada al sur del país, cerca de las montañas Knockmealdown, de la costa del océano Atlántico y al noreste de la ciudad de Cork.